# Distrito de Wołów
Wołów (polaco: powiat wołowski) es un distrito (powiat) del voivodato de Baja Silesia (Polonia). Fue constituido el 1 de enero de 1999 como resultado de la reforma del gobierno local de Polonia aprobada el año anterior. Limita con otros cinco distritos de Baja Silesia: al norte con Góra, al este con Trzebnica, al sur con Środa Śląska, al suroeste con Legnica y al oeste con Lubin; y está dividido en tres municipios (gmina): dos urbano-rurales (Brzeg Dolny y Wołów) y uno rural (Wińsko). En 2011, según el Oficina Central de Estadística polaca, el distrito tenía una superficie de 674,96 km² y una población de 47 347 habitantes.